# セントルイスカントリークラブ
セントルイスカントリークラブ (St. Louis Country Club, SLCC) は、米国ミズーリ州セントルイス郡ラドゥー (Ladue) にあるカントリークラブ。全米ゴルフ協会（USGA）によって、全米で最初の 100 クラブの 1 つとして認定されている。

## 歴史
1892年にポロクラブとして創立された。1895年にはクレイトンに引っ越し、ここで1896年全米オープン優勝プレーヤーのジェームズ・ファウリス (James Foulis) を雇用して 9 ホールのゴルフコースを建設、1896年10月に開業した。1913年、クレイトンの人口増加で周囲が建て込んできたため、さらに西方に用地を探した。ラドゥーとプライスロードのコーナーに良い土地を見つけたが、そこはセントルイス大司教区が所有していた。交渉の末この土地を大司教区から買い取ることができた。
そして新しく18ホールのゴルフコースを建設するためにチャールズ・B・マクドナルドと契約した。マクドナルドは当時このクラブのゴルフ部門会長であったジョージ・ハーバート・ウォーカー (George Herbert Walker) とともに建設を開始した。マクドナルドは建設作業をセス・レイノア (Seth Raynor) に請け負わせたので、このセントルイスのコースはマクドナルドとレイノアによる数少ない共同設計とされている。
マクドナルドは全米ゴルフ協会 (USGA) 設立者の一人であり、また USGA が初めて主催した全米アマチュア選手権の初代チャンピオンでもあった。このセントルイスのコースはマクドナルドが設計したコースの中で最も西に位置する。マクドナルドはこのほかにもナショナルゴルフリンクスオブアメリカ、スリーピーホロウ、パイピングロック、グリーンブライヤーズ オールドホワイトコース、エール大学ゴルフコース、ミッドオーシャンクラブ、シカゴゴルフクラブなどの設計を手掛けている。
米国中に数多く存在する他のクラブ同様、SLCC は反ユダヤ主義と人種差別の歴史を持つ。クラブは長い間セントルイス地域の WASP 文化の頂点に立つ存在とみなされており、1990年代前半には黒人のメンバーを認めることを拒み、USGA を脱退した。その後の数年間にわたり、他のクラブが黒人メンバーを認め始めたなか、SLCC だけは無所属状態でいることを選んだ。2006年の時点で、黒人のメンバーが1名存在する。

## トーナメント

### メジャー選手権
| 年     | 大会名       | 優勝者           | 優勝賞金 (＄） |
| ------ | ------------ | ---------------- | -------------- |
| 1947年 | 全米オープン | ルー・ワーシャム | 2,500          |

^ 18ホールプレーオフ：1947

### アマチュア選手権
| 年     | トーナメント       | 優勝者                 |
| ------ | ------------------ | ---------------------- |
| 1921年 | 全米アマチュア     | ジェシー・ギルフォード |
| 1925年 | 全米女子アマチュア | グレナ＝コレット・ベア |
| 1960年 | 全米アマチュア     | ディーン・ビーマン     |
| 1972年 | 全米女子アマチュア | メアリー・バドケ       |

### 国際チーム大会
| 年     | トーナメント     | 勝者 |
| ------ | ---------------- | ---- |
| 2014年 | カーティスカップ | 米国 |